# Sipahi

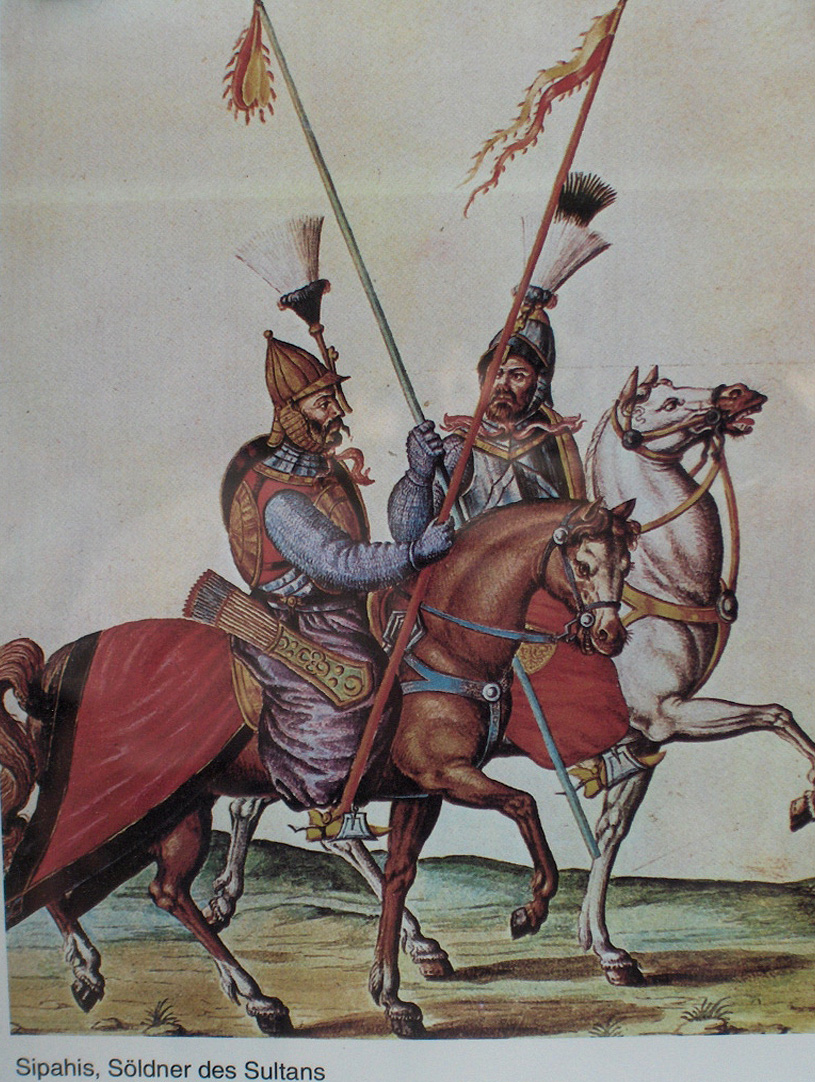
Sipahis na Batalha de Viena

Um Sipahi (turco otomano: سپاهی; também transliterado como Spahi, Sepahi e Spakh) era um membro da elite de uma força montada dentro das seis divisões de cavalaria (Altı Bölük) do Império Otomano. O nome essencialmente deriva do persa سپاه (sepâh, significando "exército") e tem a mesma raiz  do termo em português "sipaio". A condição dos Sipahis se assemelha a dos Cavaleiros da Europa medieval. O Sipahi era o proprietário de um  feudo (تيمار tîmâr; daí a termo alternativo de Tîmârlı Sipahi) concedido diretamente pelo sultão otomano a todos aqueles que recebessem terras, em retribuição aos serviços militares prestados. Os camponeses, deste modo, vinham junto com a terra recebida.
Os Sipahis foram originalmente criados durante o reinado de Murade I. Embora os Sipahis fossem inicialmente recrutados, como os Janízaros, usando o sistema de receber jovens meninos de terras cristãs conquistadas pelos sultões otomanos como uma forma de tributação regular para construir um exército de escravos leais (antigamente largamente composto de cativos de guerra), no tempo do Sultão Maomé II, o Conquistador, seus membros eram escolhidos apenas dentre os da etnia turca que possuíam terras no interior das fronteiras imperiais. A Sipahi acabou tornando-se a maior das seis divisões da cavalaria otomana, e era a contrapartida montada dos Janízaros, que lutavam a pé. Os deveres dos Sipahis incluíam o desfile a cavalo com o sultão nas paradas e como seu guarda-costas. Nos tempos de paz, eles eram também os responsáveis por arrecadar os impostos. Os Sipahis, entretanto, não devem ser confundidos com os Timariots, que formavam a cavalaria não regular organizada ao longo da linha feudal e conhecida popularmente como "sipahi"s. Na verdade, as duas formações têm muito pouco em comum.
Uma tîmâr era a menor porção de terra pertencente a um Sipahi, provendo uma renda anual de não mais de 10 000 akçe, que era de duas a quatro vezes mais do que um professor recebia. Uma ziamet (زعامت) era a porção maior de terra, com renda anual de 100 000 akçe e pertencia a um Sipahi na patente de oficial. Uma has (غاص) era a maior porção de terra, dando uma renda maior que 100 000 akçe e pertencia aos membros militares da mais alta patente. Uma tîmâr Sipahi era obrigada a contribuir para o exército com até cinco soldados, uma ziamet Sipahi com até vinte, e uma has Sipahi com mais de vinte.
Do meio do século XVI, os Janízaros começaram a ser a parte mais importante do exército, embora os Sipahis mantivessem um papel de importância na economia e na política do Império. Já no século XVII, os Sipahis foram, juntamente com seus rivais os Janízaros, os governantes de facto nos primeiros anos do reinado de Murade IV. Em 1826, os Sipahis foram peça principal na dissolução do corpo dos Janízaros. Dois anos mais tarde, porém, o Sultão Mamude II revogou seus privilégios e os demitiu em prol de uma estrutura militar mais moderna.

## Spahis da França

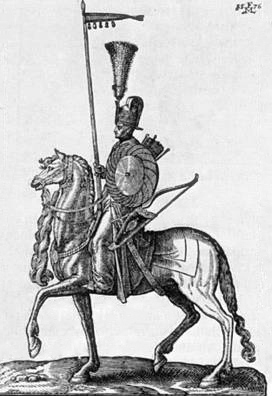
Um Sipahi, em uma gravura ocidental do século XVI

No exército francês, sobretudo os regimentos de cavalaria da Argélia, Tunísia e Marrocos eram também chamados de Spahis. Surgidos primeiramente por volta de 1840, eles foram vistos na conquista da Argélia, na Guerra franco-prussiana, na ocupação de Marrocos e Síria e nas duas Guerras Mundiais. Antes de 1914 havia quatro regimentos de Spahis no Exército Francês, três recrutados principalmente na Argélia e um na Tunísia. Durante a Primeira Guerra Mundial o número de unidades aumentou com a criação dos regimentos de Spahi marroquinos e a expansão do exército argelino. 
No decorrer da Segunda Guerra Mundial a maioria dos regimentos de Spahi era mecanizado mas vários esquadrões mantinham a montaria para o trabalho de patrulha no Norte da África e obrigações cerimoniais na própria França. Na parada anual do Dia da Bastilha em Paris era comum a apresentação da cavalaria Spahi com seu traje tradicional e seus cavalos árabes brancos. No fim da Guerra da Argélia (1962) todos menos um dos regimentos de Spahi foram licenciados. A moderna 1ª Unidade Blindada de Spahis atuou na Primeira Guerra do Golfo. Mantém também as tradições de corpo que existiram nos exércitos anteriores. 
Durante o período da cavalaria montada as Spahis eram compostas, em sua maioria, por tropas árabes e berberes comandadas por oficiais franceses. Havia, contudo, um certo número de voluntários franceses em suas fileiras. Além disso, um número fixo de cargos comissionados até o nível de capitão era reservado para oficiais muçulmanos. Quando as unidades Spahi foram mecanizadas a proporção de franceses em suas fileiras aumentou. 
Um regimento Spahi (1er Regiment de Marche de Spahis Marocains) destacou-se nos serviços em prol da França Livre durante a Segunda Guerra Mundial. Com sede em Vichy controlou a  Síria com uma unidade de cavalaria montada, a maior parte do regimento cruzou a fronteira com a Jordânia em junho de 1940 e foi posteriormente reorganizada e equipada com carros blindados pelos britânicos no Egito. Serviu subseqüentemente na Síria, Líbia e durante a libertação da França. O regimento fez parte das forças da França Livre que libertaram Paris em agosto de 1944. 
Ao longo de sua história os spahis argelinos e tunisianos usaram um uniforme de estilo zuavo muito notável. Era composto por um alto turbante, uma jaqueta curta vermelha bordada em preto, um colete azul (sedria), uma larga faixa vermelha e volumosas calças azul-claro. Os quatro regimentos eram diferenciados pelas cores distintas de seus "tombeaus" (falsos bolsos circulares na parte da frente de suas jaquetas). Um albornoz branco era usado junto com um capote vermelho (azul para os spahis marroquinos). Os oficiais franceses usavam quepes azul-claros, túnicas vermelhas com divisas douradas e calças azul-claro com duas listras vermelhas. Os oficiais muçulmanos usavam uma versão mais elaborada do "tenue orientale" das tropas árabes e berberes. Os spahis franceses eram diferenciados por usarem fezes ao invés de turbantes árabes brancos com seus cordões marrons de pelo de camelo. A cavalaria ligeira francesa era equipada com sabre e a partir de 1892 com carabina.
Desde 1915 um uniforme cáqui mais prático foi adotado para o serviço, mas o clássico vermelho e azul reapareceu nos desfiles e como traje de passeio em 1927. Os esquadrões montados utilizados em obrigações cerimoniais usavam uma versão ligeiramente modificada deste uniforme de parada até que eles foram dispensados em 1962. O moderno 1º Spahis ainda usa o albornoz e capotes vermelhos ou azuis para traje à rigor.
A administração colonial italiana da Líbia formava esquadrões de cavalaria Spahi localmente recrutados entre 1912 e 1942. Estes diferiam de seus homônimos franceses uma vez que seu papel principal era o de polícia montada, com a incumbência de patrulhar áreas rurais e de deserto. Embora eles tivessem oficiais italianos estes spahis eram mais livremente organizados que os regimentos regulares de cavalaria líbios ("Savari"). Eles usavam roupas pitorescas típicas das tribos do deserto de onde eles eram recrutados.